# Sierra del Cordel

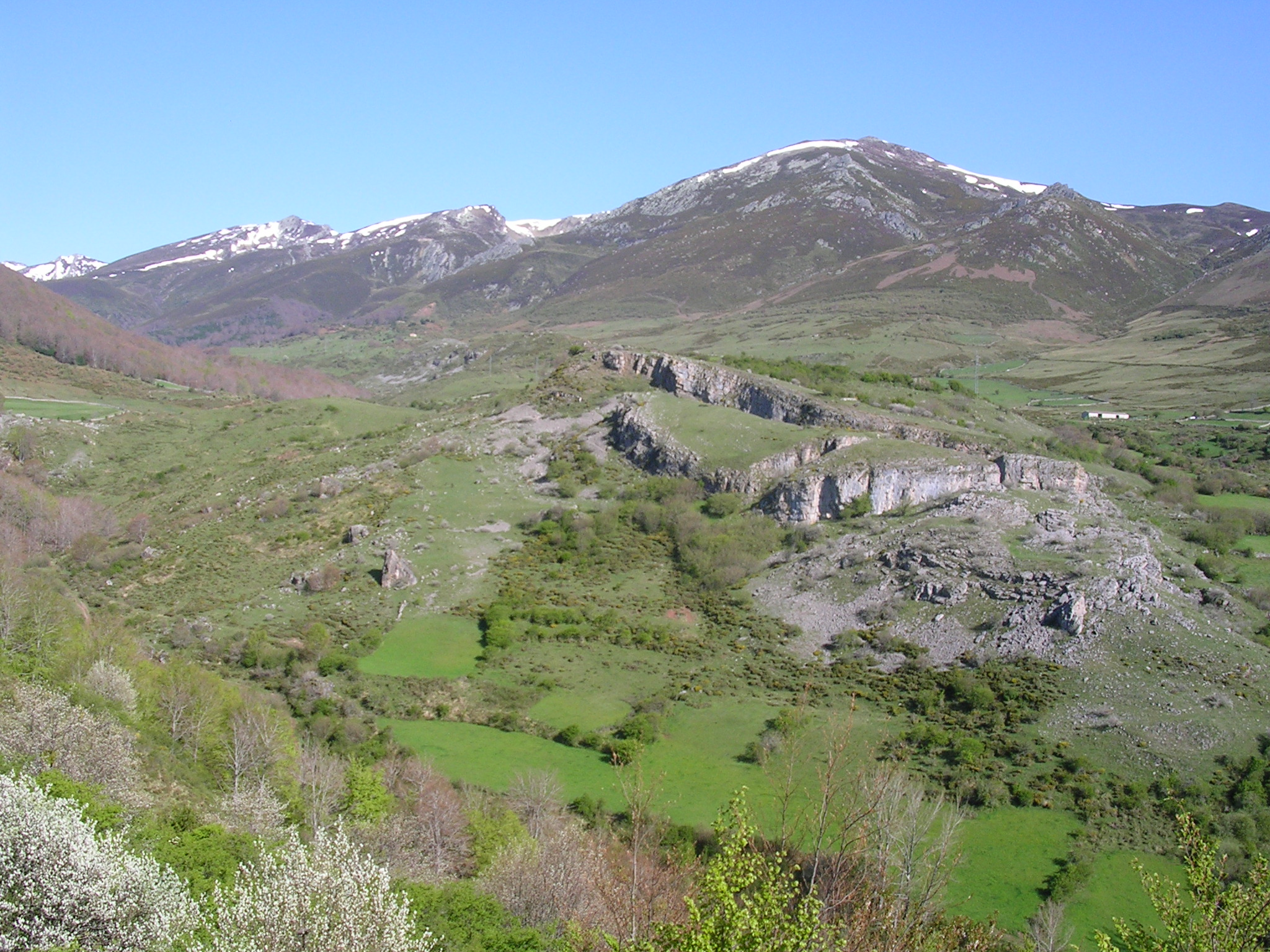
La sierra desde La Lomba. El castro de Abiada en primer término.

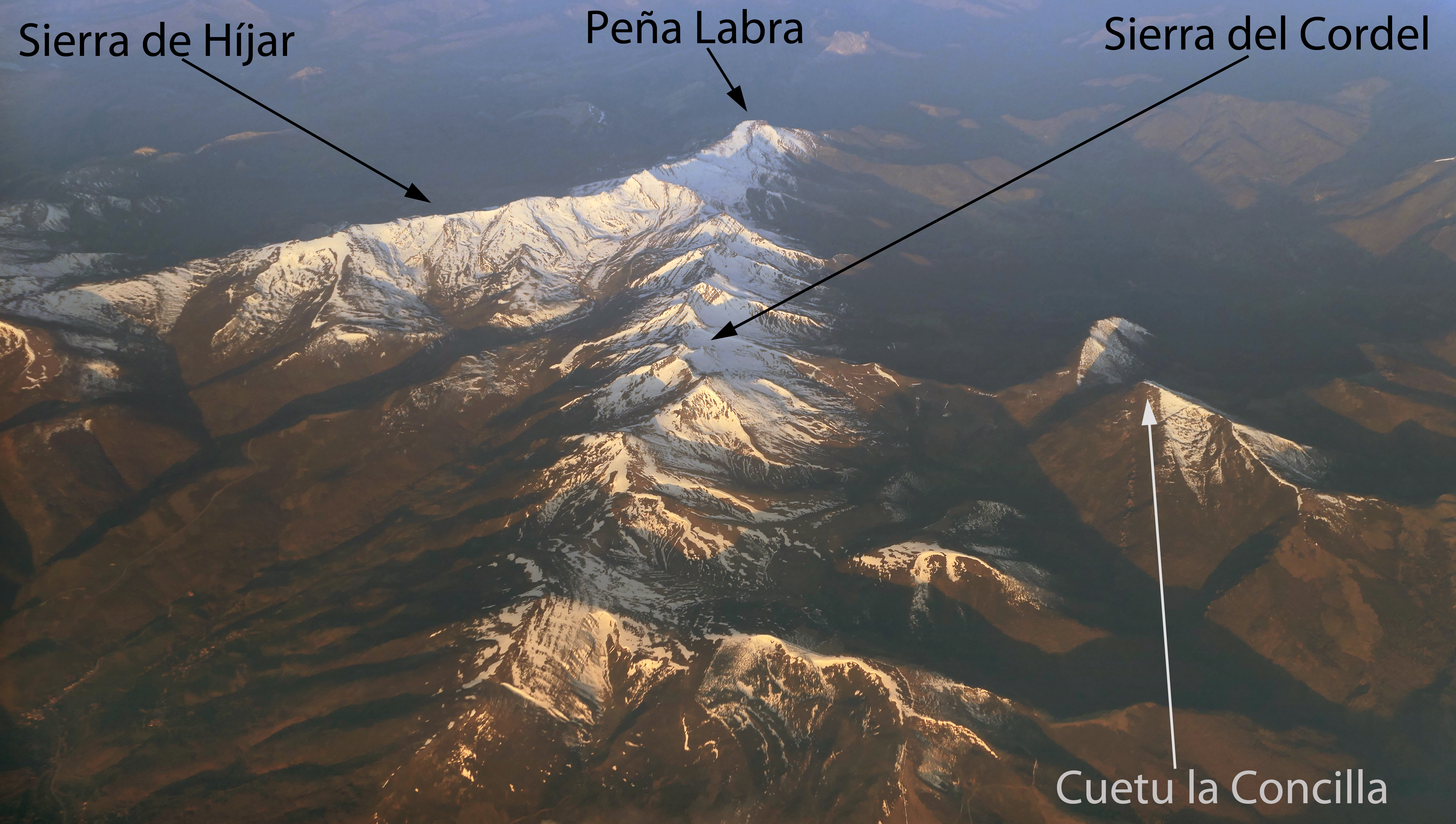
Vista aérea

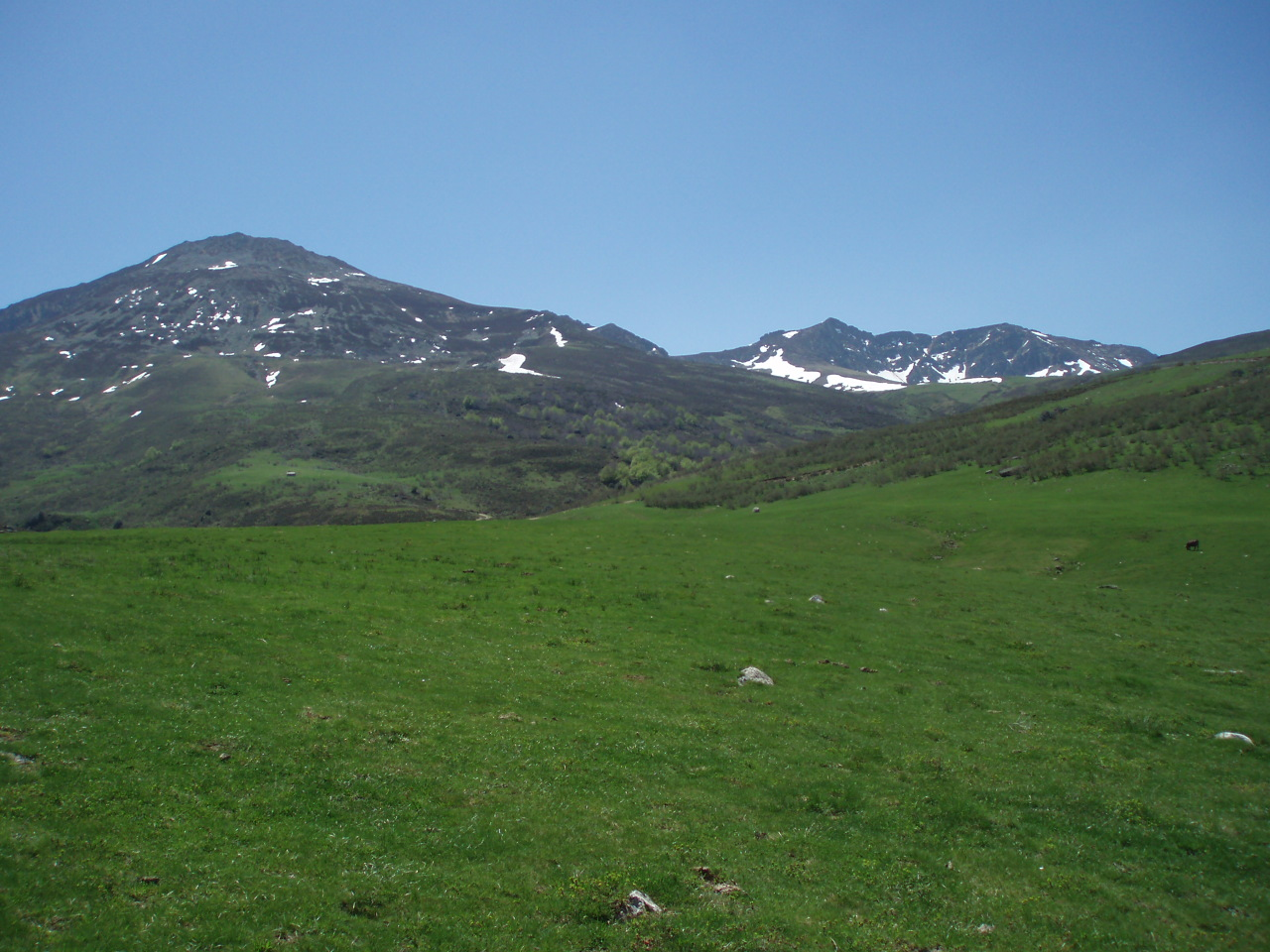
El pico Cordel y Cueto Iján desde los puertos de Sejos.

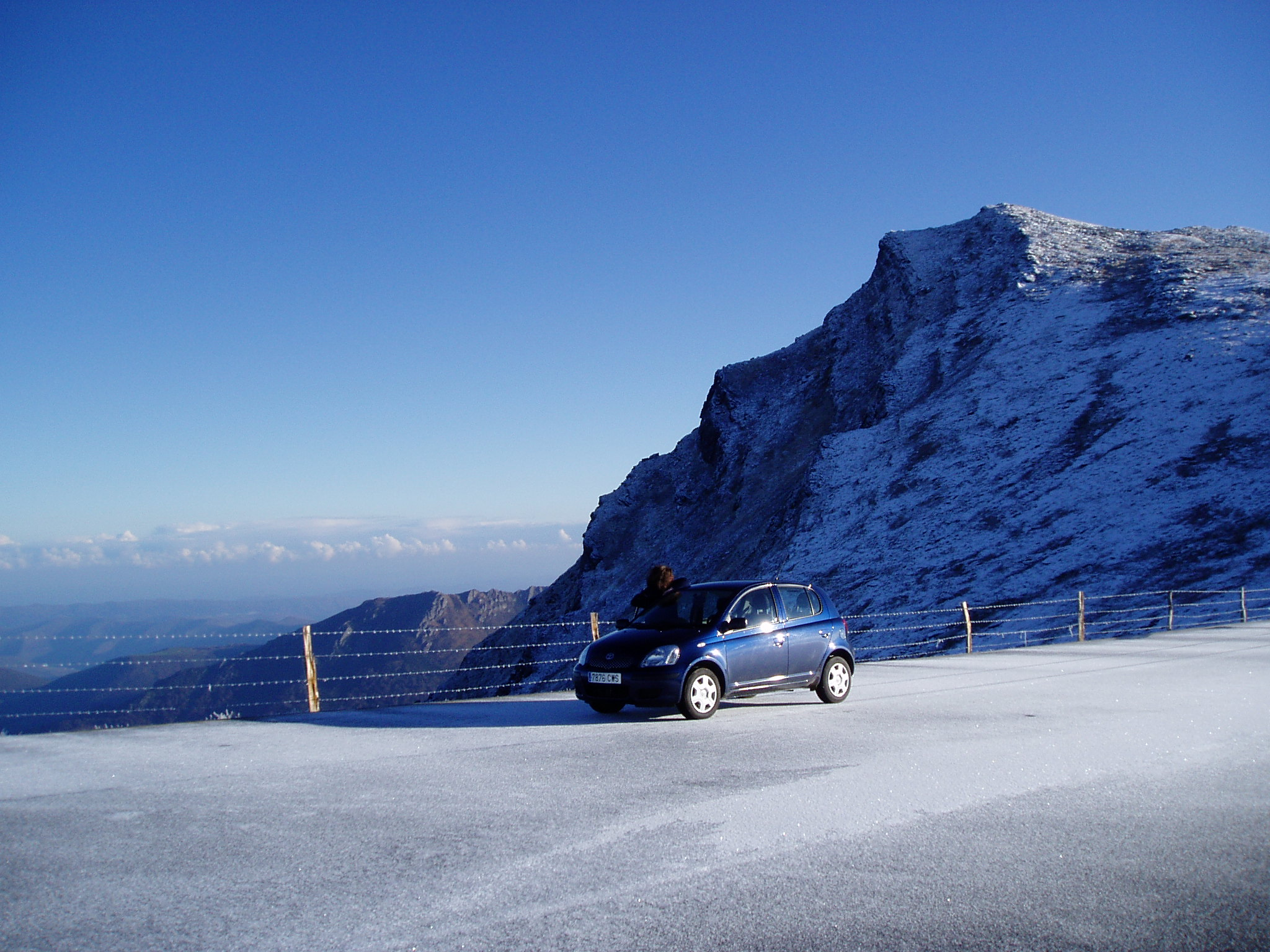
El Cornón.

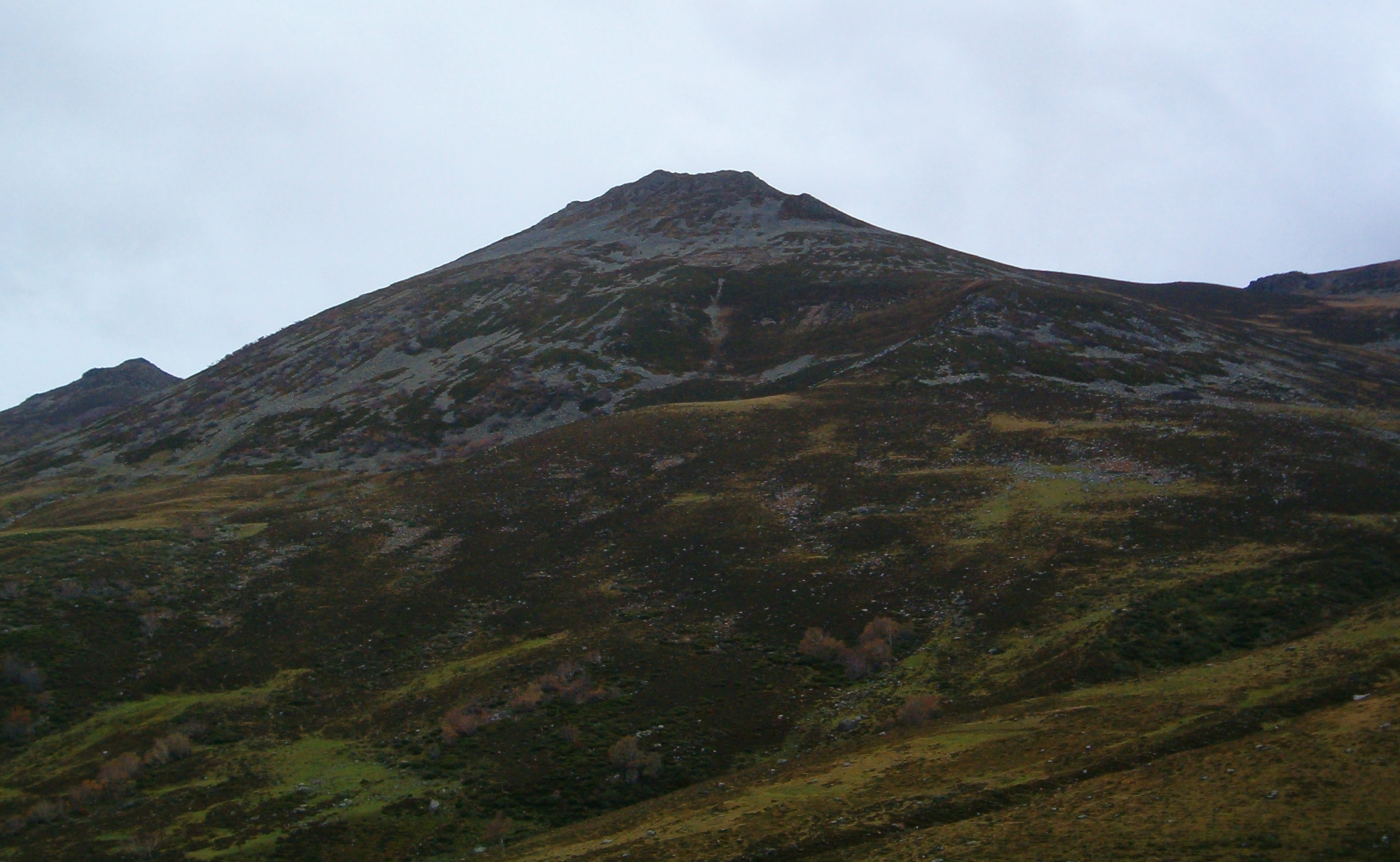
Cueto Iján desde la cabaña de Cuadragú.

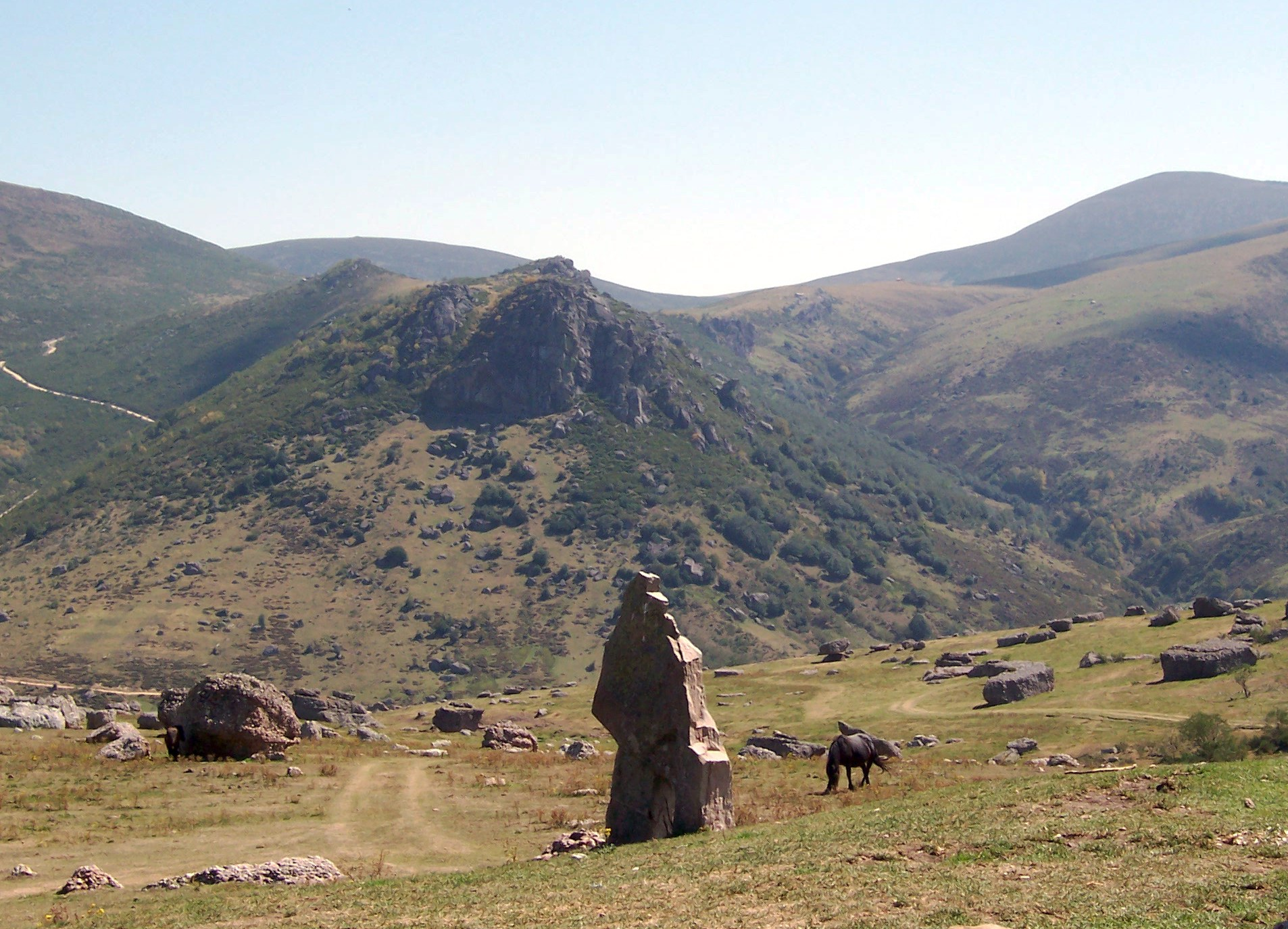
Gran laja enhiesta en los cantos de la Borrica.

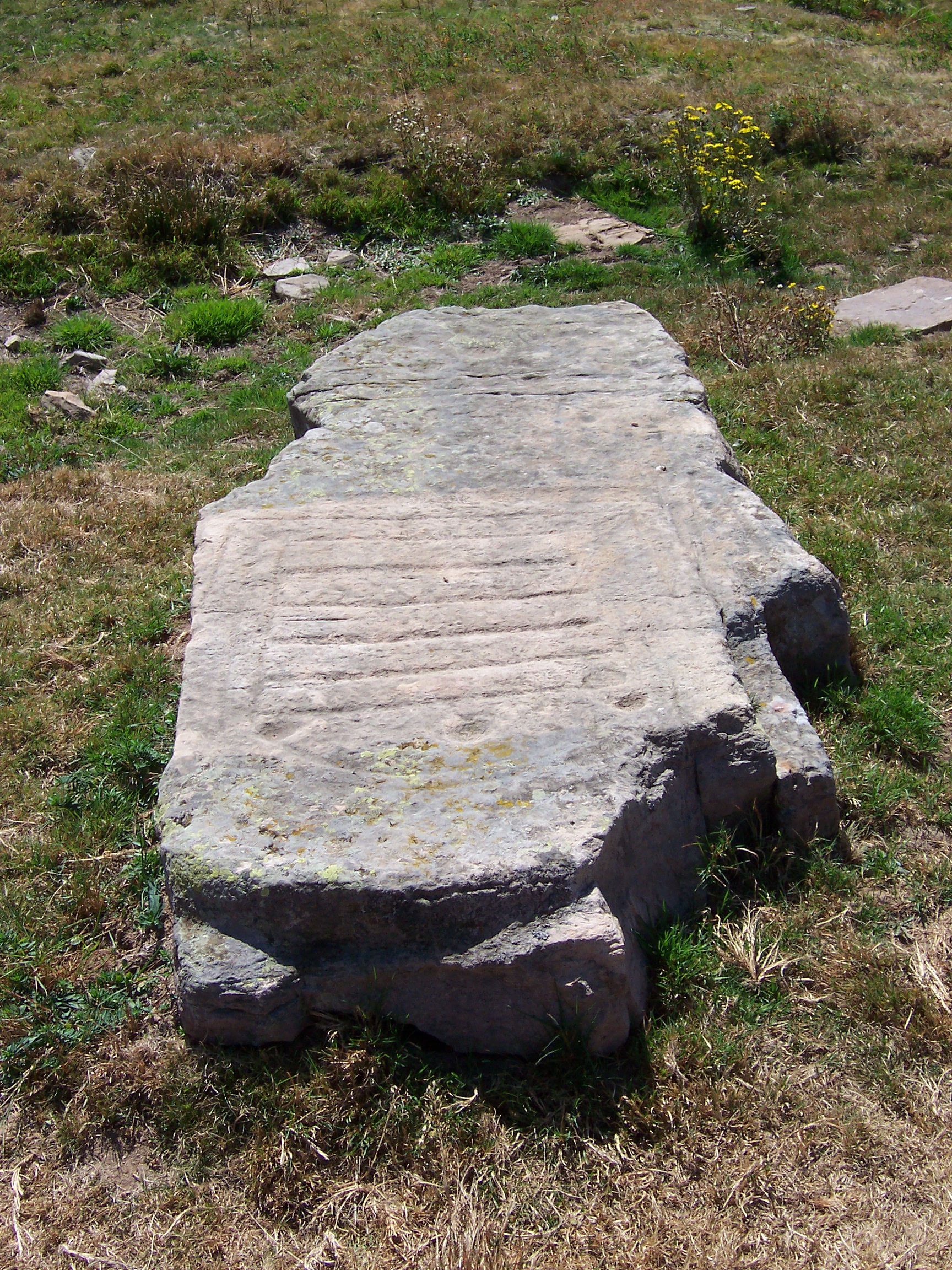
Ídolo de Sejos.

La sierra del Cordel, de Isar o de los Puertos de Sejos es una cadena montañosa situada en la comunidad autónoma de Cantabria, España. Forma parte de la Cordillera Cantábrica y se encuentra en el sector sur de la región, entre las comarcas de Campoo y Saja-Nansa. Se extiende en dirección este-oeste a lo largo de aproximadamente 14 kilómetros, desde la localidad de Soto hasta el pico Tres Mares. A partir de esa cumbre continúa hacia poniente la serrata de Peña Labra, una estribación de la sierra que añade otros 4 kilómetros de longitud al total de la cuerda. Su máxima elevación se encuentra en el pico Cornón (2125 m s. n. m.). Su nombre lo recibe del pico Cordel, que sin ser el más alto de la sierra, es el más visible y característico desde el valle. Estos montes son también conocidos por algunos como «sierra de los Puertos de Sejos» y por otros autores como «sierra de Isar».

## Geomorfología
Los materiales que forman esta alineación se corresponden casi completamente con el Triásico, conglomerados areniscos muy duros compuestos por cantos de cuarcitas paleozoicas, en contacto con pizarras y areniscas del Carbonífero especialmente en el entronque La Horcada - Concilla, que forma la divisoria entre el Nansa y el Saja. La gran resistencia de los estratos de conglomerado propicia que al fracturarse se formen grandes bloques erráticos, como los característicos cantos de la Borrica que se encuentran en los puertos de Sejos.
El granito solo aparece en pequeñas afloraciones muy limitadas en el pico Cordel y Cuencagén, y en el piedemonte, a lo largo del Guares, aparecen algunos yacimientos arcillosos y yesíferos.
Su vertiente norte es mucho más escarpada que la sur, especialmente en el sector Cornón-Horcada, que cierra la cuenca del Nansa por levante. A partir del cueto de la Horcada, como ya se ha dicho, las aguas vierten al Saja, que nace de la unión de los arroyos Diablo y La corba, en las faldas de los picos Hijedo y Cordel. 
La cordillera forma con la sierra de Híjar un circo glaciar, cabecera y origen del río Ebro, y en su misma alineación se desarrollaron cuencas glaciares en sus dos vertientes, mucho más importantes en la ladera septentrional que la del mediodía.

## Ecología
Su divisoria marca el límite meridional del parque natural del Saja-Besaya, y sus montes albergan multitud de especies de extraordinario valor biológico, como el oso pardo y antaño también el urogallo. La sierra del Cordel está incluida en la Zona de Especial Protección para las aves (ZEPA) 6 "Sierra del Cordel y cabeceras del Nansa y Saja", además de ser objeto del Plan de Recuperación del Oso Pardo en Cantabria. Con este fin se han hecho repoblaciones con pomares aptos para la alimentación de estos animales.
Entre sus brañas y peñascales se encuentran endemismos botánicos en peligro de extinción de extraordinario interés, como la Androsace cantabrica. La vegetación predominante está compuesta por el pastizal y matorral alpino, en el que predomina la festuca, gramínea endémica cantábrica, ahora en declive por la presión de otro endemismo, la lecherina, en franca expansión debido al sobrepastoreo del ganado vacuno y caballar. Hay que destacar además a: la Androsace cantabrica, endemismo de esta sierra en peligro de extinción; el helianto cantábrico, otro endemismo que presenta unas pequeñas flores de un vivo amarillo con tallos semileñosos; la brecina y  el brezo de montaña; el ráspano o arándano; el anabio: el tojo o árgoma; el escobón; y la genciana. Su raíz ha sido arrancada desde tiempo inmemorial para elaborar aperitivos y fármacos, aunque en 1990 fue prohibida esta práctica para evitar su extinción.
En la vertiente sur abundan los escobales, y destaca muy especialmente una mancha de acebos muy bien conservada (el Acebal de Abiada), con ejemplares de gran porte que forman bosques de galería. 
En la ladera septentrional, y más abajo de los pastos de Sejos, abundan también los acebos de gran porte agrupados en bosquetes mixtos con serbales y acebos, además de las manchas de robles y hayas.
En ambas vertientes se encuentran buenas turberas, siendo la más importante la de la Avellanosa, aunque ya muy separada de la alineación principal, en el entronque del cueto de la Concilla.

## Megalitismo
En los collados de la divisoria Nansa-Saja que parte del sur de cueto de la Horcada-Hijedo, se encuentran varias manifestaciones megalíticas de importancia. Este fenómeno se extiende entre los 2500 metros que separan el menhir del Hitón (1500 m s. n. m.), el más septentrional, el del Cuquillo, a 2650 m s. n. m. y muy cerca de las cumbres de Horcada e Hijedo. 
Se trata de manifestaciones de sociedades pastoriles prehistóricas con un contenido ritual, de marcación o funerario, cuyo uso se ha prolongado sucesivamente por los diferentes pobladores de esta tierra desde su original construcción hasta nuestros días (como deslindes): crómlechs, menhires, túmulos e hitos. Las dataciones más antiguas se remontan a la Edad del Bronce (cal. 2500 a. C.), pero se ha comprobado la existencia de grabados litográficos posteriores. 
Además del Hitón, destaca especialmente el “crómlech de Sejos”, formado por cinco lajas areniscas antropomórficas (los Ídolos de Sejos) que llegan a los 3 m de longitud. Dos de ellas presentan grabados esquemáticos. Más al sur encontramos más estructuras megalíticas en el collado de Cuadragú, o Cuadroagudo. El conjunto termina al sur con el mencionado menhir del "paso del Cuquillo".
El conjunto fue primeramente estudiado hacia 1850 por Ángel de los Ríos y Ríos,  aunque este hallazgo cayó pronto en el olvido general, hasta que los trabajos de Primitiva Bueno en 1982 y posteriores campañas volvieron a llamar la atención de la comunidad científica sobre este fenómeno megalítico.
Tras los últimos estudios de Bueno y otros investigadores, este conjunto megalítico puede considerarse como el más importante de Cantabria. Esto ha motivado la resolución del Gobierno de Cantabria a declararlo "bien de interés cultural" con el nombre de "Estación Megalítica del Collado de Sejos-Cuquillo".

## Economía
En toda esta ladera septentrional se extiende la Mancomunidad Campoo-Cabuérniga, una institución local que regula el uso y disfrute de los ricos pastos de los puertos de Sejos entre los vecinos de Campoo, Cabuérniga, Los Tojos y Ruente. La actividad ganadera ha sido la principal fuente económica de estas montañas, completada en los últimos años por el turismo y el ocio y deporte. En el mencionado circo de Tres Mares se encuentra la estación invernal de Alto Campoo.

## Principales alturas
Principales elevaciones de la sierra del Cordel de este a oeste.

| Nombre                                     | Altitud (m) | Coordenadas                               | Prom. (m) | Notas |
| ------------------------------------------ | ----------- | ----------------------------------------- | --------- | --- |
| Pico Liguardi                              | 1975        | 43°02′53″N 4°17′17″O / 43.04806, -4.28806 | 258       | Desciende por el E hasta el puerto de Palombera, tradicional vía de comunicación entre la costa y la Meseta.                                                                                |
| Pico Cordel                                | 2061        | 43°02′56″N 4°19′19″O / 43.04889, -4.32194 | 158       | En su vertiente sur hay un acebal con pies de gran porte. |
| Cueto Iján                                 | 2085        | 43°03′16″N 4°20′10″O / 43.05444, -4.33611 | 124       | Vértice geodésico 8253 del IGN. |
| Pico Cordela, Cuencagén, La Tabla o Hijedo | 2053        | 43°02′57″N 4°20′48″O / 43.04917, -4.34667 | 62        | |
| La Horcada                                 | 2111        | 43°02′59″N 4°21′31″O / 43.04972, -4.35861 | 102       | De aquí sale un contrafuerte hacia el N hasta el cueto de la Concilla que divide el valle de Polaciones y el de Saja.                                                                       |
| Pico Bóveda                                | 2067        | 43°02′54″N 4°22′33″O / 43.04833, -4.37583 | 48        | En su vertiente sur nace el río Guares. |
| Cornón                                     | 2125        | 43°02′58″N 4°23′16″O / 43.04944, -4.38778 | 132       | Es la cumbre más occidental, que declina hasta el collado de la Fuente del Chivo. |
| Pico Tres Mares                            | 2171        | 43°02′16″N 4°24′14″O / 43.03778, -4.40389 |           | En este pico converge la sierra de Híjar con la del Cordel y se inicia la serreta de Peña Labra. En la cima hay un mirador de obra a modo de terraza.                                       |
| Peña Labra                                 | 2029        | 43°02′44″N 4°25′55″O / 43.04556, -4.43194 |           | En su cumbre hay un vértice geodésico de primer orden. Culmina con una característica forma de meseta, que se une al collado de la Fuente del Chivo mediante una larga divisoria de 2000 m. |